# Галичский район (Ивано-Франковская область)
Га́личский райо́н (укр. Галицький район) — упразднённая административная единица на севере Ивано-Франковской области Украины. Административный центр — город Галич.

## География
Район расположен на границе двух физико-географических регионов: Украинских Карпат и юго-западной части Восточноевропейской равнины. Около 8 % территории района занимают реки (среди них одна из крупнейших в Европе — Днестр) и озера.
Районный центр Галич расположен среди промышленных центров Ивано-Франковска, Львова, Тернополя, Стрыя и Калуша, с которыми соединен густой сеткой дорог.
Район богат на природные ископаемые: марганцевую руду, известняки, мергели, суглинки, глину, песок, гравий, торф. Благодаря этому развита местная промышленность, особенно — пищевая.

## Административно-территориальное деление
Район подразделялся на 1 городской совет (Галич), 1 поселковый совет (Большовцы) и 38 сельских советов, которые объединяли 71 населенный пункт и подчинялись Галичской районной раде. Административный центр — город Галич.

## Население
Население района сконцентрировано в городе Галич, одном поселке городского типа Большовцы и 68-ми селах, объединенных в 38 сельских советов.
Крупнейшие города:
- город Галич — 6,4 тыс. человек
- поселок городского типа Большовцы — 2,3 тыс. человек

## Культура
В национальном заповеднике «Древний Галич» находится ряд памятников общегосударственного и мирового значения, среди которых фундаменты 14 летописных церквей XII—XIII вв., более 200 памятников археологии, 18 природоохранных объектов.
В составе национального заповедника «Древний Галич»:
- Музей народной архитектуры и быта Прикарпатья, с. Крылос (Музей под открытым небом).
- Музей караимской истории Прикарпатья, г. Галич.
- Музей истории древнего Галича, с. Крылос.

В г. Галич:
- Церковь Рождества Христового XIII—XV ст.
- Замок XIV—XVII вв. (руины)

В с. Крылос:
- Руины княжьего Галича в XI—XIII ст.,
- Успенский собор 1157 г. (фундамент)
- Ильинская церковь XII ст. (руины)
- Княжеский колодец XII ст.

В с. Шевченково:
- Успенская церковь XVI ст., часовня XV ст., − с. Шевченковое
- Церковь Св. Пантелеймона, XII ст.

В поселке Большовцы:
- Костел Кармелитов XVII ст. с монастырским комплексом

На территории пгт. Большовцы находятся минеральные источники: «Чистый источник», «Зачарованная Кристина», «Наша вода», «Міреллі», «Княжа криниця».

## Археология
В 1962 году в районе села Бовшев, в 11 км от Галича, был обнаружен первый на Украине памятник кельтского происхождения — мастерская кельтского гончара, с большим количеством инвентаря.